# Wreck Bay Village
Wreck Bay Village é uma vila no Território da Baía de Jervis, na Austrália. No censo de 2011, a população era de 198 habitantes. A população em sua maior parte é composta pelos aborígenes, dado a região estar localizada em uma antiga reserva aborígene.

## Geografia
Wreck Bay Village está localizada no canto nordeste de Wreck Bay (Baía do Naufrágio) entre as pequenas enseadas denominadas Mary Bay e Summercloud Bay. A vila está ao sul do território, ficando a cerca de 2 quilômetros (1,2 mi) sul do Aeroporto de Jervis Bay e a 6,6 quilômetros (4,1 mi) por estrada a partir de Jervis Bay Village. A média das máximas está 20.6 °C, a média das mínimas em 14.2 °C  e a precipitação média anual está em 1,165.6 mm

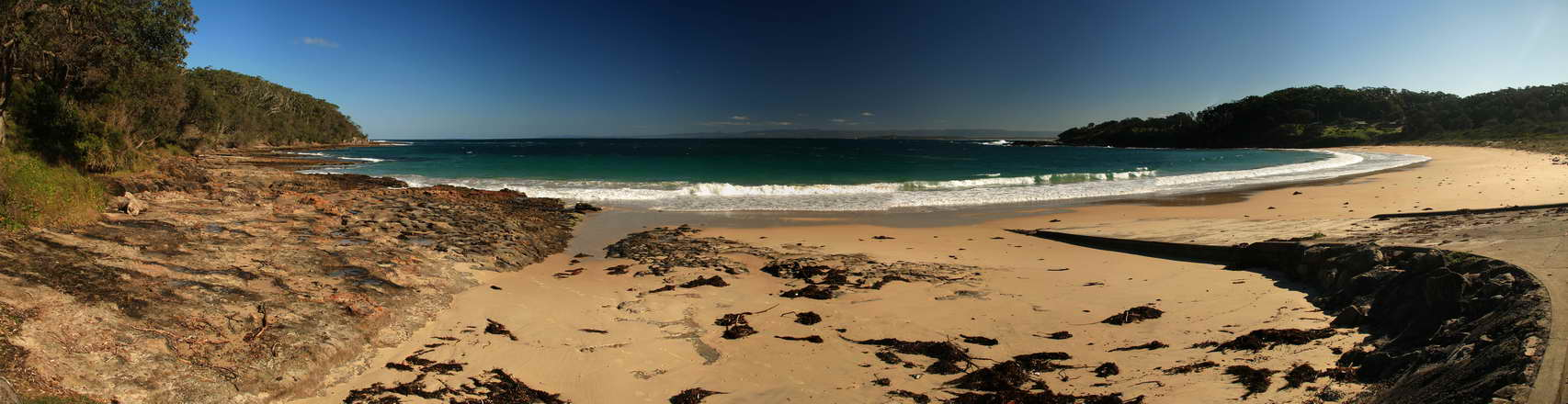
Wreck Bay, com a vila bem à direita

## História
O primeiro assentamento europeu em torno de Jervis Bay foi instalado no início da década de 1880. Wreck Bay faz parte do Território da Baía de Jervis, uma região que se tornou território da Austrália  em 1915, para o governo nacional, à época recentemente mudado para Camberra, de modo que o Território da Capital Australiana pudesse ter acesso ao mar.
O povo aborígene começou um pequeno povoado no Summercloud Bay em torno do início da década de 1900. Isto porque a área era-lhes mais conveniente em função do fortes laços culturais, a proximidade tanto do interior e do mar, para caça e coleta de alimentos, e devido à sua distância dos assentamentos da não aborígenes. Wreck Bay é assim chamada por as ondas serem são muito altas, causando riscos às embarcações e que estas naufraguem. A decisão de criar essa localidade permanente permitiu a sobrevivência das práticas culturais. Esta área tornou-se mais tarde uma reserva indígena conhecida como Wreck Bay Aboriginal Reserve, posta sob o controle de um gerente de missão.
A terra, num total de 402 hectares, foi oficialmente entregue à comunidade aborígene em 1995 pelo governo australiano.
A localidade de Wreck Bay Village é agora propriedade particular e não possui acesso ao público em geral.